# Sanjat smem
»Sanjat smem« je pesem slovenske pevke Mojce Štoka (Moye).
Posneta je bila v studiu Tramon.
Izšla je 25. avgusta leta 2020 v pretočni obliki kot drugi singel z albuma Samo Moya.

## Seznam posnetkov
| Št.             | Naslov          | Besedilo        | Glasba              | Priredba        | Dolžina |
| --------------- | --------------- | --------------- | ------------------- | --------------- | ------- |
| 1.              | „Sanjat smem‟   | M. Štoka        | J. Baruca, M. Štoka | J. Baruca       | 3:06    |
| Skupna dolžina: | Skupna dolžina: | Skupna dolžina: | Skupna dolžina:     | Skupna dolžina: | 3:06    |

## O pesmi
V lahkotnejši plesni pesmi »Sanjat smem« Moya vabi poslušalce k sproščenemu poletnemu sanjarjenju:
... tebe tam zagledam, ko ves si nasmejan,
 ko se stisneš k meni, me povabiš v Piran,
 s tvojo belo barko zdaj plujeva v pristan
 ... in vem: Sanjat smem!— Moya v pesmi »Sanjat smem«

## Videospot
Videospot za pesem »Sanjat smem« je Moya posnela v Piranu skupaj s plesalkama Niko Bagon in Heleno Hartte.
Nastal je v sodelovanju z Rokom Pericem.
Objavljen je bil 7. julija 2019.

## Odziv
Pesem »Sanjat smem« je bila »pesem in pol« Radia Koper.